# Ancylotrypa tookei
Espèce
Synonymes
- Pelmatorycter tookei Hewitt, 1919

Ancylotrypa tookei est une espèce d'araignées mygalomorphes de la famille des Cyrtaucheniidae.

## Distribution
Cette espèce est endémique du Cap-Oriental en Afrique du Sud,.

## Description
Le mâle holotype mesure 11,7 mm.

## Étymologie
Cette espèce est nommée en l'honneur de W. M. B. Tooke.

## Publication originale
- Hewitt, 1919 : Descriptions of new South African Araneae and Solifugae. Annals of the Transvaal Museum, vol. 6, no 3, p. 63-111 (texte intégral).